# Mentodus
Mentodus is een geslacht van straalvinnige vissen uit de familie van glaskopvissen (Platytroctidae). Het geslacht is voor het eerst wetenschappelijk beschreven in 1951 door Parr.

## Soorten
- Mentodus bythios (Matsui & Rosenblatt, 1987)
- Mentodus crassus Parr, 1960
- Mentodus eubranchus (Matsui & Rosenblatt, 1987)
- Mentodus facilis (Parr, 1951)
- Mentodus longirostris (Sazonov & Golovan, 1976)
- Mentodus mesalirus (Matsui & Rosenblatt, 1987)
- Mentodus perforatus Sazonov & Trunov, 1978
- Mentodus rostratus (Günther, 1878)